# Blackhawk (South Dakota)
Blackhawk is een plaats (census-designated place) in de Amerikaanse staat South Dakota, en valt bestuurlijk gezien onder Meade County.

## Demografie
Bij de volkstelling in 2000 werd het aantal inwoners vastgesteld op 2432.

## Geografie
Volgens het United States Census Bureau beslaat de plaats een oppervlakte van
5,6 km², geheel bestaande uit land. Blackhawk ligt op ongeveer 1109 m boven zeeniveau.

## Plaatsen in de nabije omgeving
De onderstaande figuur toont nabijgelegen plaatsen in een straal van 20 km rond Blackhawk.